# العلاقات الأوزبكستانية النرويجية
العلاقات الأوزبكستانية النرويجية هي العلاقات الثنائية التي تجمع بين أوزبكستان والنرويج.

## مقارنة بين البلدين
هذه مقارنة عامة ومرجعية للدولتين:
| وجه المقارنة                                              | أوزبكستان       | النرويج                                                   |
| --------------------------------------------------------- | --------------- | --------------------------------------------------------- |
| المساحة (كم2)                                             | 448.98 ألف      | 385.21 ألف                                                |
| عدد السكان (نسمة)                                         | 32.39 مليون     | 5.33 مليون                                                |
| الكثافة السكانية (ن./كم²)                                 | 72.14           | 13.84                                                     |
| العاصمة                                                   | طشقند           | أوسلو                                                     |
| اللغة الرسمية                                             | اللغة الأوزبكية | بوكمول، لغات السامي، نينوشك، اللغة النرويجية              |
| العملة                                                    | سوم أوزبكستاني  | كرونة نروجية                                              |
| الناتج المحلي الإجمالي (بليون دولار)                      | 48.72 مليار     | 398.83 مليار                                              |
| الناتج المحلي الإجمالي (تعادل القوة الشرائية) بليون دولار | 190.50 مليار    | 322.23 مليار                                              |
| الناتج المحلي الإجمالي الاسمي للفرد دولار أمريكي          | 2.13 ألف        | 74.40 ألف                                                 |
| الناتج المحلي الإجمالي للفرد دولار أمريكي                 | 5.57 ألف        | 65.61 ألف                                                 |
| مؤشر التنمية البشرية                                      | 0.675           | 0.944                                                     |
| رمز المكالمات الدولي                                      | +998            | +47                                                       |
| رمز الإنترنت                                              | .uz             | .no                                                       |
| المنطقة الزمنية                                           | ت ع م+05:00     | ت ع م+01:00، ت ع م+02:00، توقيت وسط أوروبا، أوروبا/أوسلو ‏ |

## منظمات دولية مشتركة
يشترك البلدان في عضوية مجموعة من المنظمات الدولية، منها:
| علم المنظمة | اسم المنظمة                               | تاريخ انضمام أوزبكستان | تاريخ انضمام النرويج |
| ----------- | ----------------------------------------- | ---------------------- | -------------------- |
|             | وكالة ضمان الاستثمار متعدد الأطراف        | 4 نوفمبر 1993          | 9 أغسطس 1989         |
|             | منظمة الشرطة الجنائية الدولية             | ?                      | ?                    |
|             | منظمة حظر الأسلحة الكيميائية              | ?                      | ?                    |
|             | الفريق المعني برصد الأرض                  | ?                      | ?                    |
|             | الأمم المتحدة                             | 2 مارس 1992            | 27 نوفمبر 1945       |
|             | مؤسسة التمويل الدولية                     | 30 سبتمبر 1993         | 20 يوليو 1956        |
|             | يونسكو                                    | 26 أكتوبر 1993         | 4 نوفمبر 1946        |
|             | مؤسسة التنمية الدولية                     | 24 سبتمبر 1992         | 24 سبتمبر 1960       |
|             | بنك التنمية الآسيوي                       | 1995                   | 1966                 |
|             | البنك الدولي للإنشاء والتعمير             | 21 سبتمبر 1992         | 27 ديسمبر 1945       |
|             | المركز الدولي لتسوية المنازعات الاستشارية | 25 أغسطس 1995          | 15 سبتمبر 1967       |
|             | الاتحاد البريدي العالمي                   | ?                      | ?                    |
|             | منظمة الأمن والتعاون في أوروبا            | 30 يناير 1992          | 25 يونيو 1973        |
|             | الاتحاد الدولي للاتصالات                  | 10 يوليو 1992          | 1866                 |

## وصلات خارجية
- موقع وزارة الخارجية الأوزبكستانية
- موقع وزارة الخارجية النرويجية